# Přírodní park Čeřínek
Přírodní park Čeřínek se nachází v okrese Jihlava, východně od obce Nový Rychnov. Chráněné území bylo vyhlášeno 21. prosince 1985 s rozlohou přibližně 23 km². Je pojmenován po vrchu Čeřínek (762 m n. m.), který se zde nachází. Jeho součástí jsou hluboké převážně jehličnaté lesy, ohraničené vesnicemi Nový Rychnov, Milíčov, Hojkov, Mirošov, Dvorce, Kostelec, Dolní Cerekev a Rohozná.
Nachází se zde několik chráněných území: přírodní památky Čertův hrádek, Přední skála, Na skalce, Pod Mešnicí, a národní přírodní památka Hojkovské rašeliniště. Mezi nejvyšší vrcholy patří: Čeřínek (762 m n. m.), Huťský vrch (710 m n. m.), Na vršku (582 m n. m.), Přední skála (714 m n. m.) a Čertův Hrádek (715 m n. m.). Dále tudy prochází naučná stezka Čeřínek, cyklotrasa 5090, červená, modrá, žlutá a zelená turistická značka a lyžařský areál.

## Galerie

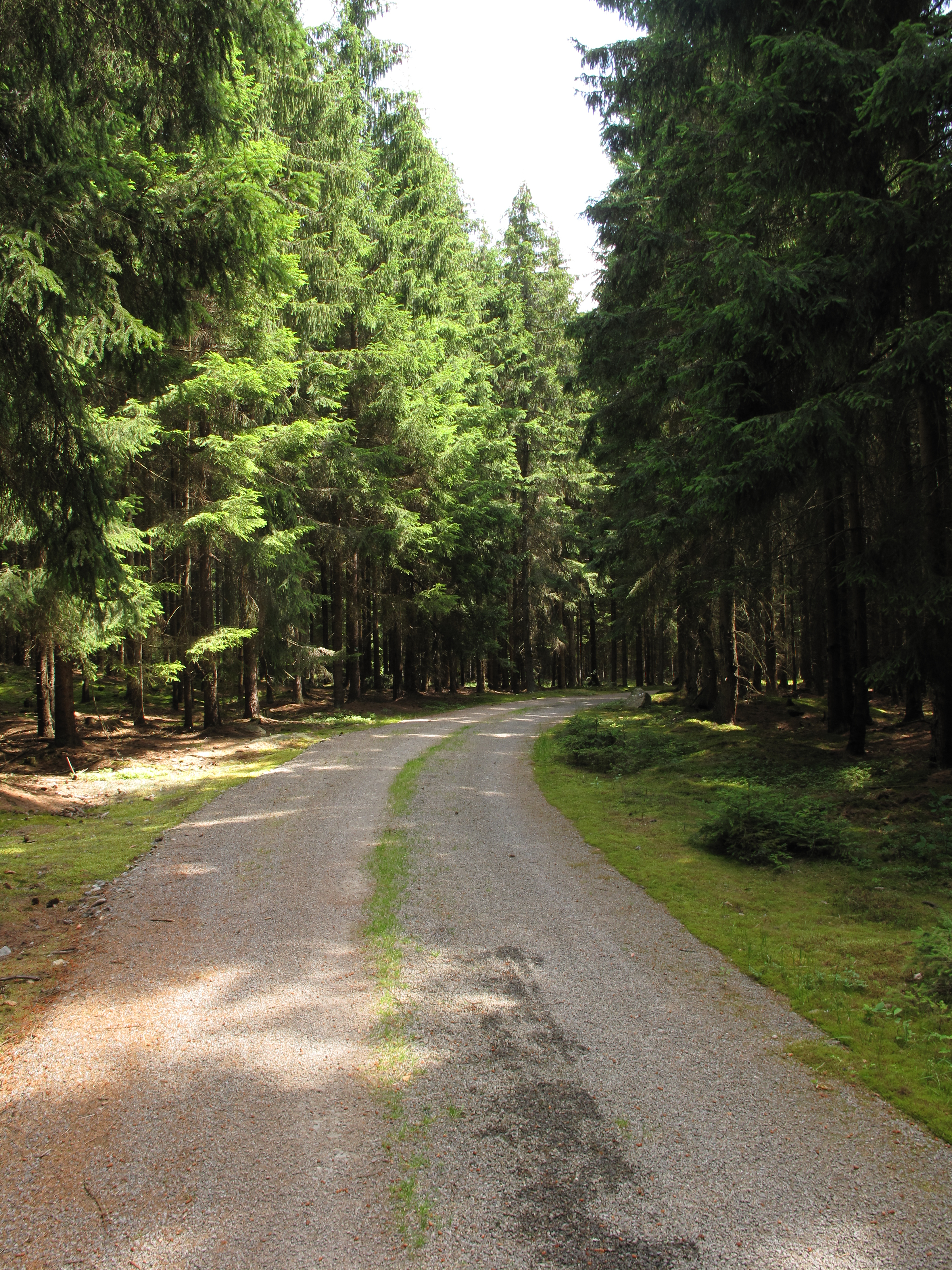
Cesta
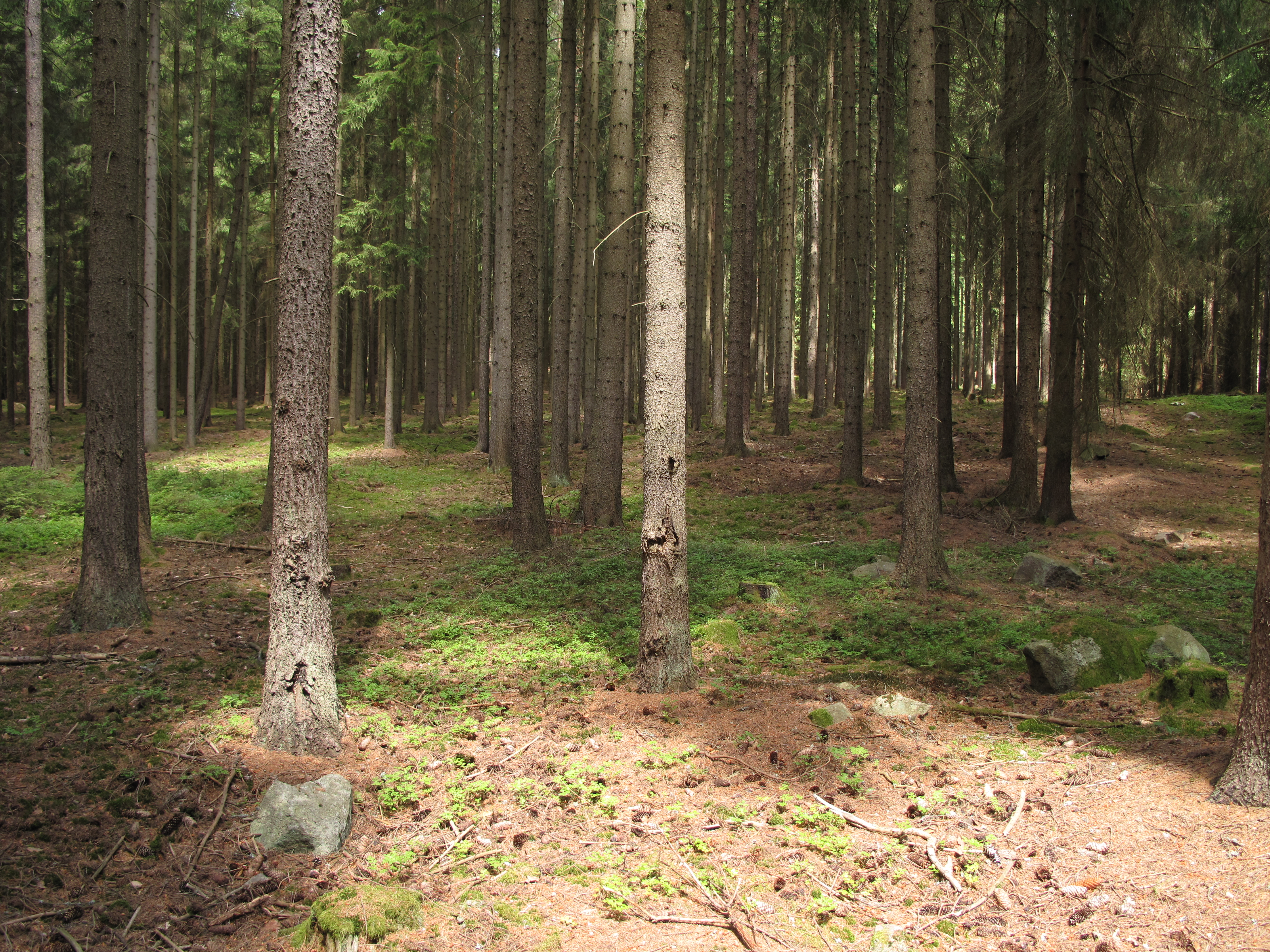
Smrky